# Округ Декаб (Мисури)
Округ Декаб (енгл. DeKalb County) је округ у америчкој савезној држави Мисури.

## Демографија
По попису из 2010. године број становника је 12.892, што је 1.295 (11,2%) становника више него 2000. године.
| Група             | 2000.          | 2010.          |
| Белци             | 10.250 (88,4%) | 11.045 (85,7%) |
| Афроамериканци    | 1.028 (8,9%)   | 1.459 (11,3%)  |
| Азијати           | 20 (0,2%)      | 32 (0,2%)      |
| Хиспаноамериканци | 125 (1,1%)     | 219 (1,7%)     |
| Укупно            | 11.597         | 12.892         |